# Volodymyr Lukašenko
Volodymyr Volodymyrovyč Lukašenko (in ucraino Володимир Володимирович Лукашенко?; 14 febbraio 1980) è uno schermidore ucraino, vincitore di una medaglia d'oro, una d'argento ed una di bronzo ai campionati mondiali di scherma.

## Palmarès
- Mondiali di scherma

L'Avana 2003: oro nella sciabola individuale e bronzo a squadre.
Torino 2006: argento nella sciabola a squadre.
- Europei di scherma

Mosca 2002: bronzo nella sciabola individuale.
Copenhagen 2004: bronzo nella sciabola a squadre.
Smirne 2006: argento nella sciabola individuale.